# Hyperdub
Hyperdub — лондонский независимый лейбл звукозаписи, основанный в 2004 году диджеем и продюсером Kode9. Один из ведущих и инновационных лейблов на дабстеп-сцене.
Изначально Hyperdub стартовал в 1999 году как сетевой журнал о вдохновлённой дабом электронной музыке со слоганом «гиперактивный даб», владельцем которого и являлся Стив Гудмэн (Kode9), где одновременно занимал места главного редактора и одного из журналистов.
Помимо самого Kode9, на Hyperdub выпускаются такие продюсеры, как Pressure (более известный под именем The Bug) и Burial, а также The Spaceape Архивная копия от 19 июня 2006 на Wayback Machine (он же Daddi Gee на ранних записях лейбла) в качестве вокалиста.

## Артисты
- 2000F & J Kamata
- Black Chow
- The Bug
- Babyfather (a.k.a. Dean Blunt, DJ Escrow and co.)
- Burial
- Cooly G
- Darkstar
- Dean Blunt
- D.O.K
- Doon Kanda
- DJ Rashad
- DVA
- Fhloston Paradigm
- Fatima Al Qadiri
- Flowdan
- Funkystepz
- Heavee
- Hype Williams (a.k.a. Dean Blunt, Inga Copeland and co.)
- Ikonika
- Ill Blu
- Inga Copeland
- Jessy Lanza
- Joker
- Kode9
- King Midas Sound
- Kyle Hall
- Laurel Halo
- Leimann
- LD
- L.V.
- Mancodex
- Mark Pritchard
- Martyn
- Massive Music
- Morgan Zarate
- Ossie
- Pressure
- Quarta330
- Samiyam
- Spaceape
- Terror Danjah
- Walton
- Zomby

## Избранная дискография
- Burial — Burial (15 мая 2006)
- Memories of the Future — Kode9 feat. The Spaceape (2 октября 2006)
- Burial — Untrue (5 ноября 2007)